# 神山清志
神山 清志（かみやま きよし、1921年3月9日 - 1982年11月7日）は日本の新聞記者、作詞家。別名義に岡 きよし（おか きよし）、岡 久美子（おか くみこ）、岡 秋二（おか しゅうじ）、深山 しぐれ（みやま しぐれ）。

## 経歴
1921年（大正10年）、栃木県上都賀郡足尾町（現在の日光市足尾町）に生まれる。小学生の頃から詩作に取り組み、20歳の時には西條八十が主宰する詩誌『蝋人形』の同人として活動していた。戦後は引き続き高橋掬太郎に師事していたが、1948年（昭和23年）11月に毎日新聞社へ入社し足尾通信部を振り出しに宇都宮支局、佐野通信部に勤務。
1962年（昭和37年）、栃木県が主催した県民歌の歌詞募集で応募作が入選する（岡きよし名義）。これ以降も新聞記者として活動する傍ら作詞に取り組んだ。特に音頭は本名の「神山清志」名義で、和田香苗の作曲により多数の作品を残している。
1982年（昭和57年）11月7日、親族の集まりで宿泊していた塩谷郡藤原町（現在の日光市鬼怒川）の鬼怒川温泉で入浴中に倒れ、急性心不全のため死去。享年62（満61歳没）。

## 作品
特に注記の無いものは本名（神山清志名義）。

### 自治体歌
- 県民の歌（作曲：川島博） - 岡きよし名義
- 江戸川区歌（作曲：清水保雄） - 岡久美子名義

### 校歌
現在はいずれも廃止されている。
- 栃木県立足尾高等学校校歌 - 神山きよし名義
- 栃木県立佐野松陽高等学校校歌 - 岡きよし名義

旧佐野商業高等学校の時代に制定。2011年（平成23年）に田沼高校との統廃合により開校した佐野松桜高校へは引き継がれなかった。
- 足尾町立原小学校校歌 - 岡きよし名義

### 音頭
いずれも和田香苗の作曲。
- 磯づり音頭
- 青春音頭
- 日本列島音頭
- 坊ちゃん音頭

### その他
- 男涙の石刀節